# (80801) Yiwu
(80801) Yiwu est un astéroïde de la ceinture principale.

## Description
(80801) Yiwu est un astéroïde de la ceinture principale. Il fut découvert le 8 février 2000 à Kitt Peak par le projet Spacewatch. Il présente une orbite caractérisée par un demi-grand axe de 2,42 UA, une excentricité de 0,19 et une inclinaison de 0,8° par rapport à l'écliptique.

## Compléments